# Digging in the Dirt
Singles de Peter Gabriel
Blood of Eden
Digging in the Dirt est une chanson de Peter Gabriel, sortie en 1992. C'est le premier single extrait de son album Us. Il a atteint la 24e place dans les classements britanniques.
Ce titre marque le retour de Peter Gabriel après six années d'absence. Il indique que le thème de la chanson concerne l'introspection (« investigating the layers within yourself »). Il a été qualifié de genre « art rock ».
Le clip vidéo a été réalisé avec une technique d'animation en volume (stop motion), et a remporté un Grammy award en 1993.

## Musiciens
- Peter Gabriel – chant, programmation, synthé basse, claviers
- Tony Levin – guitare basse
- David Rhodes – guitare électrique
- Manu Katché – batterie
- David Bottrill – programmation additionnelle

Musiciens additionnels
- Richard Blair – programmation additionnelle
- Hossam Ramzy – Surdo
- Leo Nocentelli – guitare
- Ayub Ogada – Backing vocals
- Peter Hammill – Backing vocals
- Richard Macphail – Backing vocals
- Babacar Faye – Djembe
- Assane Thiam – Tama